# 975

975(구백칠십오)는 974보다 크고 976보다 작은 자연수다.

## 수학
- 합성수로, 그 약수는 총 12개다. (1, 3, 5, 13, 15, 25, 39, 65, 75, 195, 325, 975)
  - 975의 진약수의 합은 761이므로, 975는 부족수다.
- {\displaystyle 7^{12}-1}은 975로 나누어떨어진다.

## 과학
- NGC 975: 고래자리 방향에 있는 렌즈형 은하.

## 교통
- 975번 홋카이도도(일본어판)

## 문화유산
- 대한민국의 보물 제975호: 삼십분공덕소경

## 방송
- 지니 TV의 JEI English TV 채널 번호.
- B tv의 JTBC 골프앤스포츠 채널 번호.
- U+ TV의 UHD Dream TV 채널 번호.
- B tv 케이블의 JTBC 골프 채널 번호.

## 기타
- 연도: 975년, 기원전 975년